# Jean-François Millet
Jean-François Millet (Gréville-Hague, 4 de Outubro de 1814 — Barbizon, 20 de Janeiro de 1875) foi um pintor realista e um dos fundadores da Escola de Barbizon na França rural. É conhecido como precursor do realismo, pelas suas representações de trabalhadores rurais.

## Carreira
Junto com Courbet, Millet foi um dos principais representantes do realismo europeu surgido em meados do século XIX. Sua obra foi uma resposta à estética romântica, de gostos um tanto orientais e exóticos, e deu forma à realidade circundante, sobretudo a das classes trabalhadoras.
Millet era filho de um latifundiário, nascido na vila de Gruchy, em La Hague, na Normandia. Recebeu suas primeiras aulas de pintura em 1834, no estúdio dos pintores Paul Dumouchel, Jérome Langlois e Chevreville, em Cherbourg. Mudou-se depois para Paris, em 1838, onde continuou sob a orientação do pintor Paul Delaroche, dedicando-se a estudar os grandes mestres do Louvre, principalmente Giorgione, Michelangelo e Poussin. O início de sua carreira como artista foi muito difícil. Precisava ganhar a vida pintando quadros a pastel no estilo rococó.
Após 1840, decide abandonar o Academismo e fica sob a influência de Daumier. Nessa época consegue se apresentar pela primeira vez no Salão de Paris e conhece os pintores Théodore Rousseau e Constant Troyon, que o influenciaram a mudar-se para o campo. Ele se estabeleceu na aldeia de Barbizon. Lá viveria toda a sua vida, longe da cidade que detestava e pintando seus quadros de paisagens e cenas da vida rural, que tantas críticas despertaram entre os conservadores franceses. A revolução popular de 1848 elevou Millet e a Escola de Barbizon a um lugar proeminente na arte francesa. Em 1849 abdica definitivamente de Escola de Barbizon para se dedicar por inteiro às suas representações de trabalhadores rurais das mais diversas áreas.
Suas obras sobre camponeses foram consideradas sentimentais para alguns, exageradamente piegas para outros, mas a verdade é que as obras de Millet em nenhum momento suscitaram indiferença. Na tepidez de seus ocres e marrons, no lirismo de sua luz, na magnificência e dignidade de suas figuras humanas, o pintor manifestava a integração do homem com a natureza. Alguns temas eram tratados talvez com um pouco mais de sentimentalismo do que outros. No entanto, é nos pequenos gestos que se pode descobrir a capacidade de observação deste grande pintor. Exemplo disso é sua famosa tela Angelus (1859), hoje no Museu d´Orsay.

## Obras selecionadas

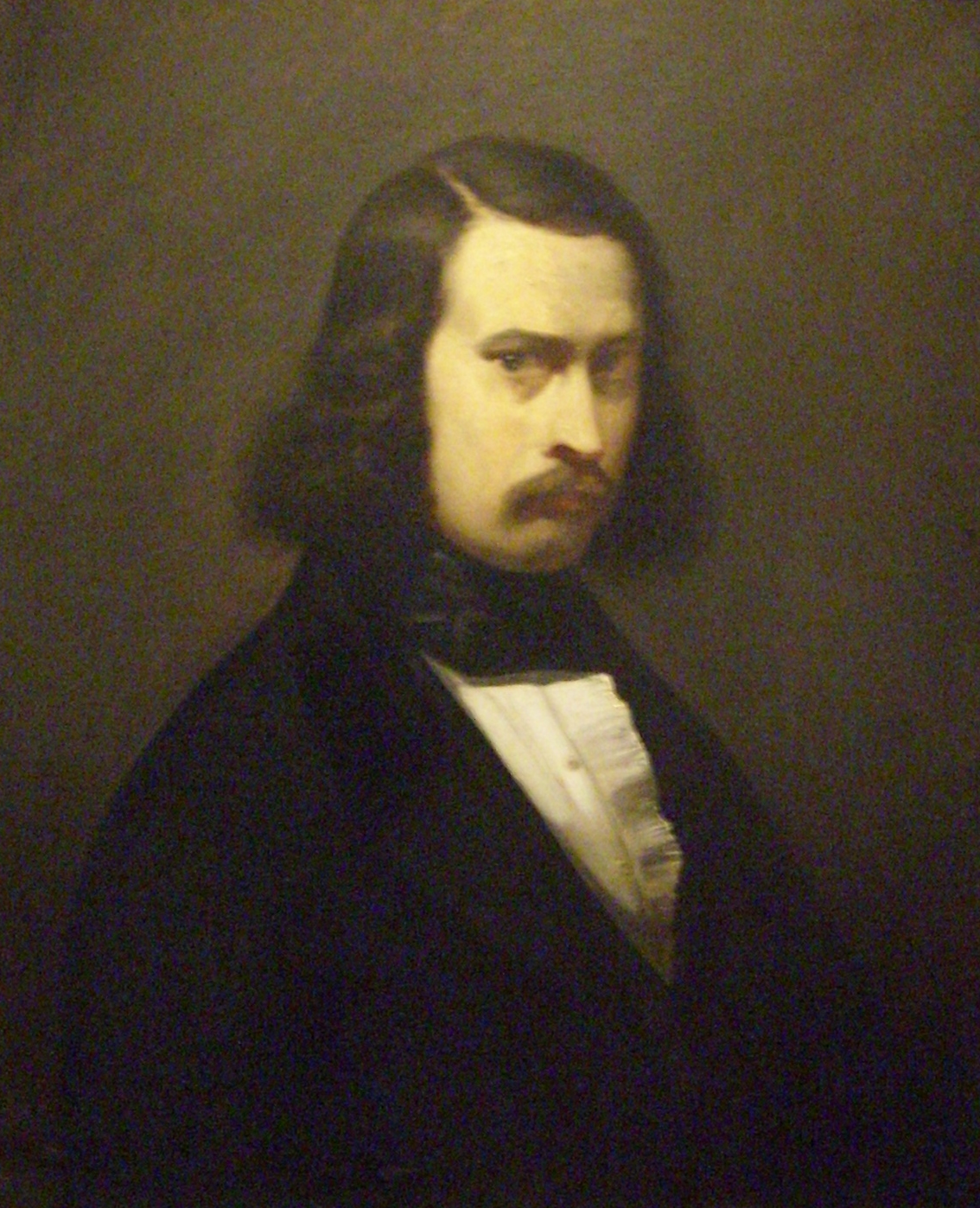
Autorretrato (1841), óleo sobre tela, Museu Thomas-Henry de Cherbourg-Octeville.

As maiores coleções de obras de Millet encontram-se no Museu de Orsay em Paris, no Museu de Belas Artes de Boston e no Museu Thomas-Henry de Cherbourg-Octeville.
- Portrait de Pauline Ono (1841), Museu Thomas-Henry, Cherbourg-Octeville,
- Intérieur de cuisine Normande (1842), Museu de Belas Artes e de Arqueologia de Châlons-en-Champagne,
- Femme nue couchée (1844), Museu de Orsay, Paris,
- Portrait de Charles-André Langevin (1845), óleo sobre tela, Museu de Belas Artes André-Malraux, Le Havre.
- Le Vanneur (1848), Museu de Orsay, Paris,
- Le Repos des faneurs (1849), Museu de Orsay, Paris,
- Le Semeur (1851), óleo sobre tela, Museu de Belas Artes de Boston,
- Le Départ pour le Travail (1851), óleo sobre tela, coleção privada,
- Le Printemps (1853), Museu de Orsay, Paris
- La Récolte des pommes de terre (1855), Museu de Arte Walters, Baltimore,
- La Précaution maternelle (1855-1857), Museu do Louvre, Paris,
- As Respigadoras (1857), Museu de Orsay, Paris,
- La Charité (1858), Museu Thomas-Henry, Cherbourg-Octeville,
- La Petite Bergère (1858), Museu de Orsay, Paris
- L'Angélus (1859), Museu de Orsay, Paris,
- La Becquée (1860), Palácio das Belas Artes de Lille
- La Mort et le Bûcheron (1859)
- L'Homme à la houe (1860-1862)
- Les Planteurs de pommes de terre (1862), Museu de Belas Artes de Boston,
- Bergère avec son troupeau (1863-1864), Museu de Orsay, Paris,
- La Méridienne (1866), Museu de Belas Artes de Boston,
- La Leçon de tricot (1869), Saint Louis Art Museum, St. Louis (Missouri),
- Meules, Automne (1868-1874), Metropolitan Museum of Art, New York,
- L'Église de Gréville (1871-1874), Museu de Orsay, Paris,
- Le Bouquet de marguerites (1871-1874), Museu de Orsay, Paris
- Chasse des oiseaux avec les feux (1874), Museu de Arte de Filadélfia
- Le Retour du troupeau, Museu de Orsay, Paris

## Galeria

Pinturas
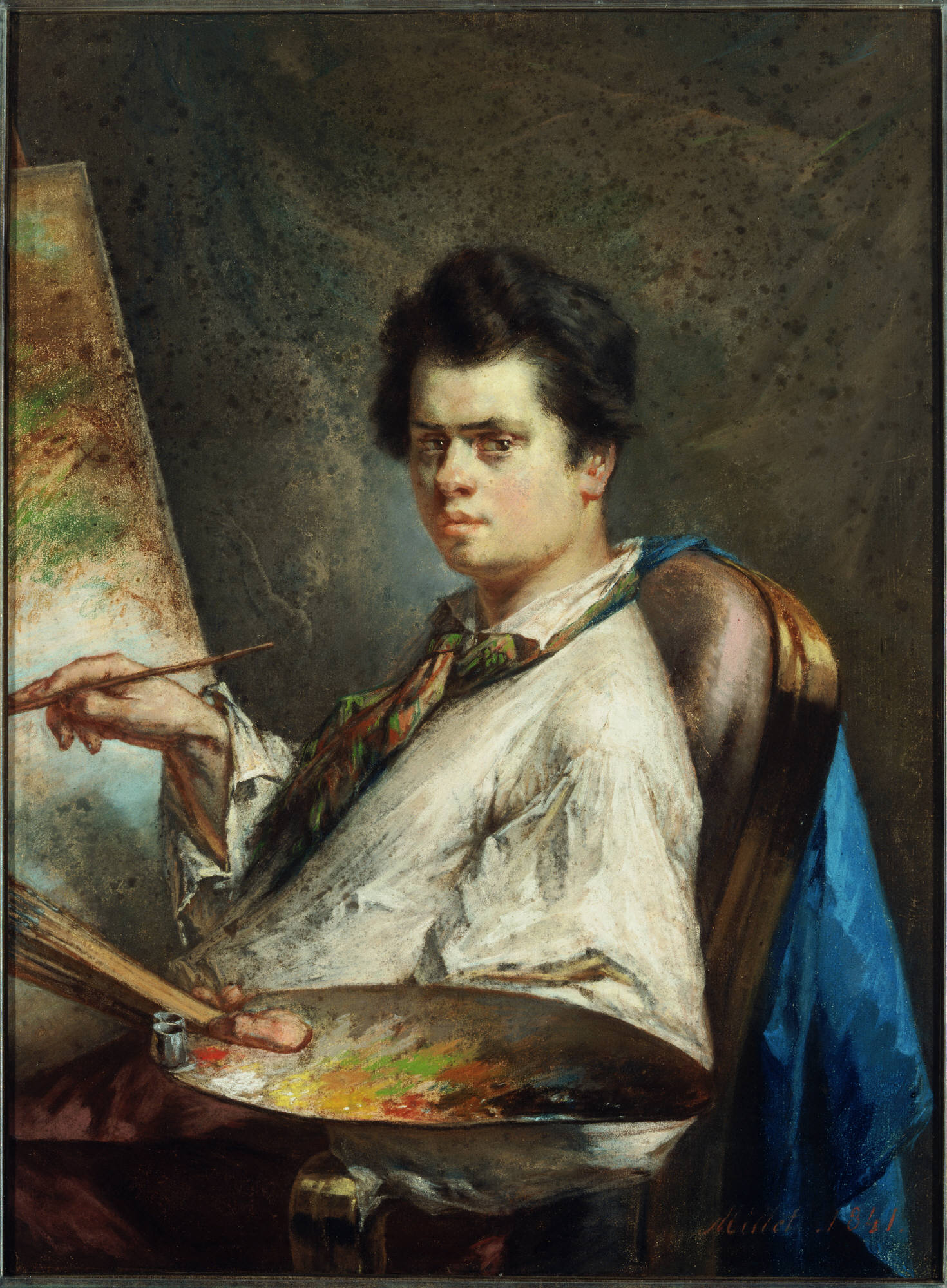
Retrato de Louis-Alexandre Marolles, 1841, Museu de Arte da Universidade de Princeton
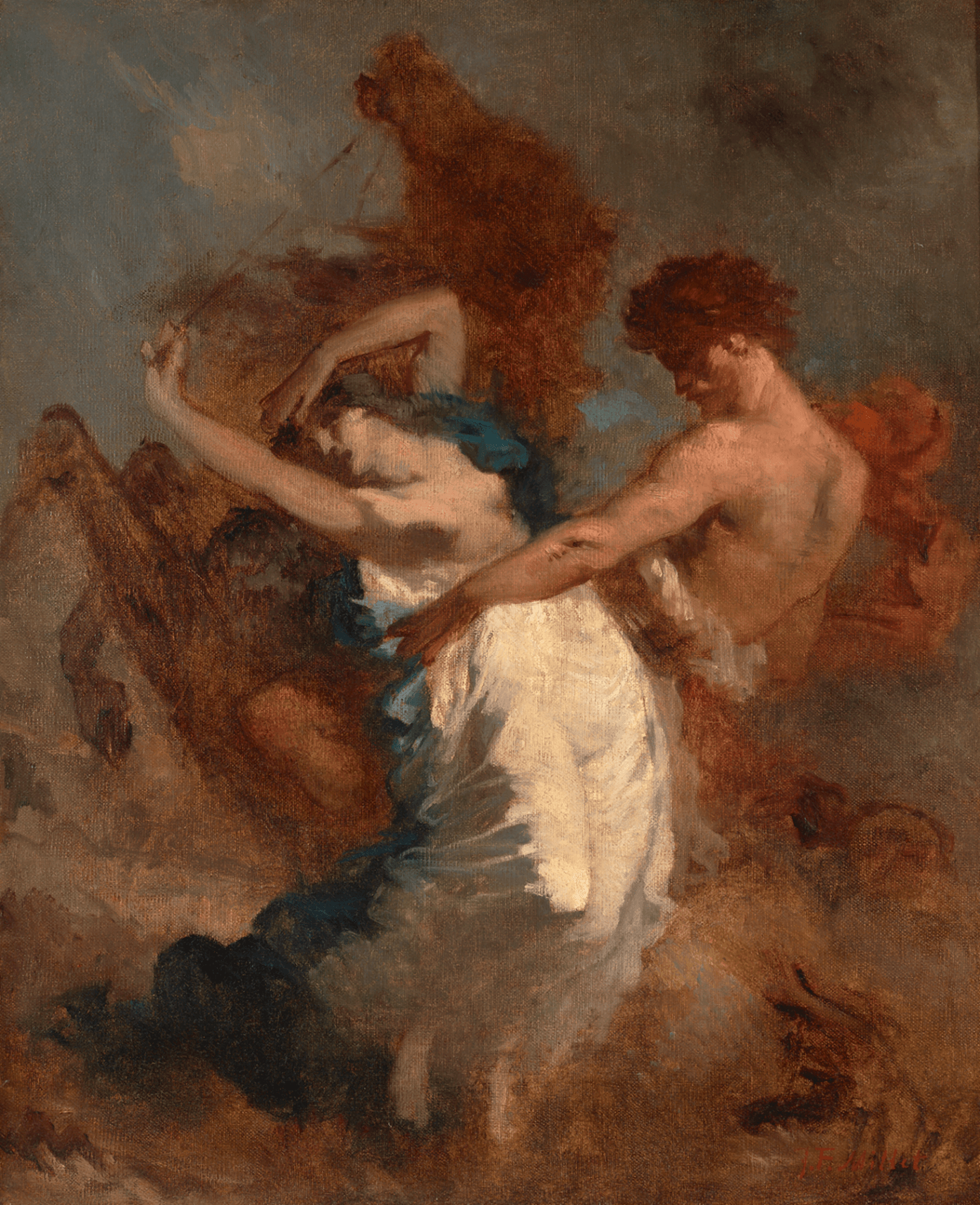
O Rapto das Mulheres Sabinas por Jean-François Millet, c.1844-1847
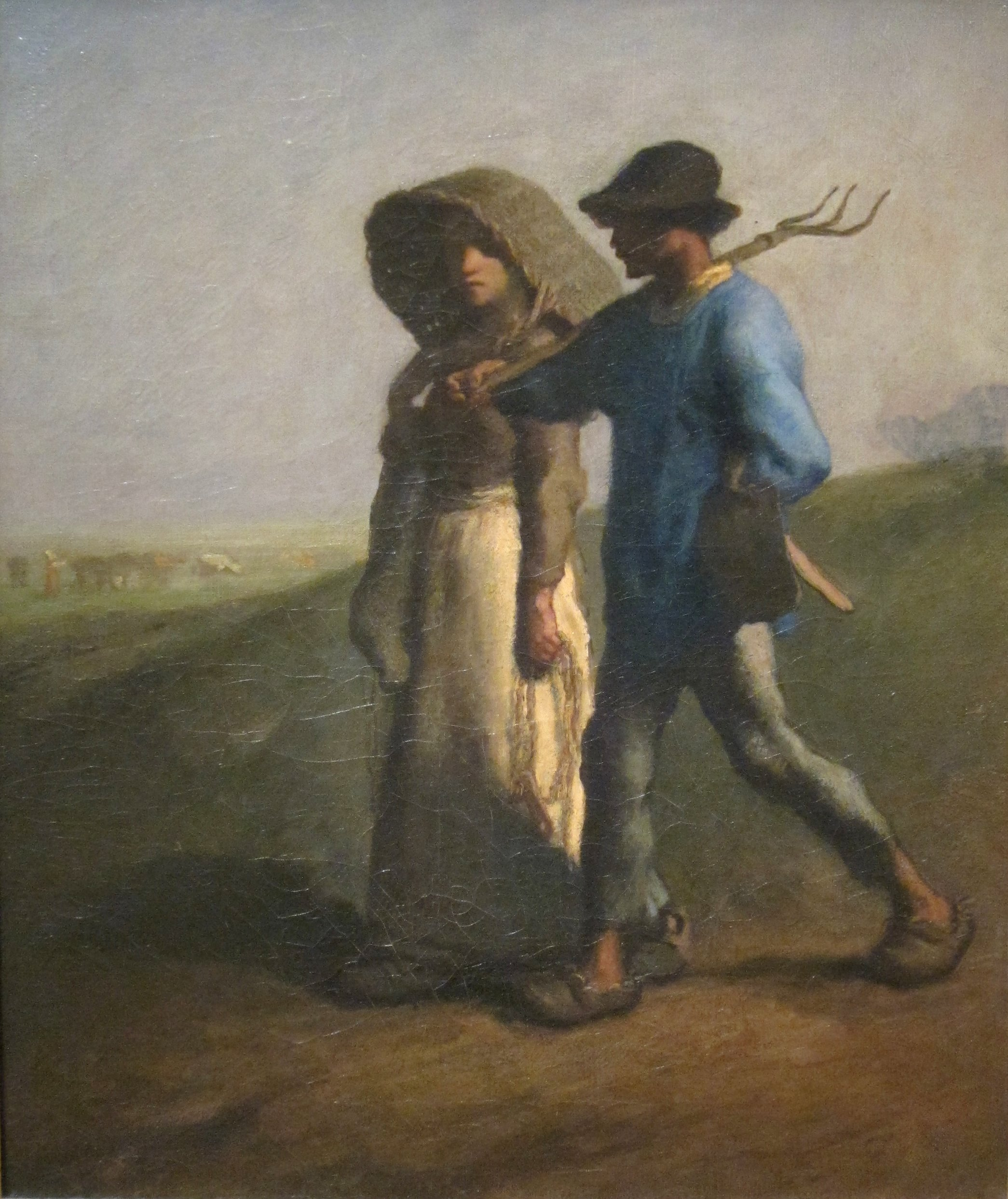
Going to Work, 1851–1853
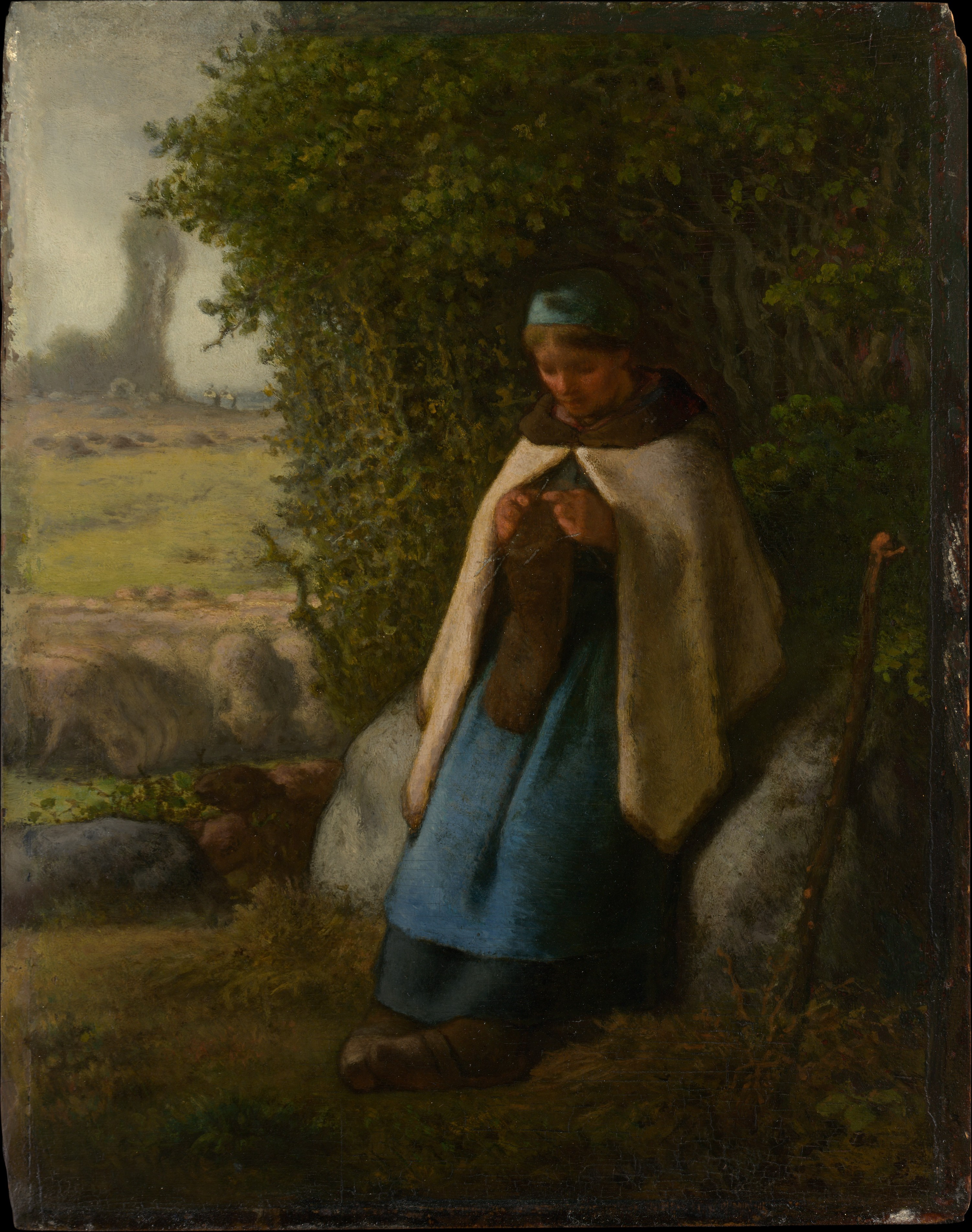
Pastora Sentada em uma Rocha, 1856
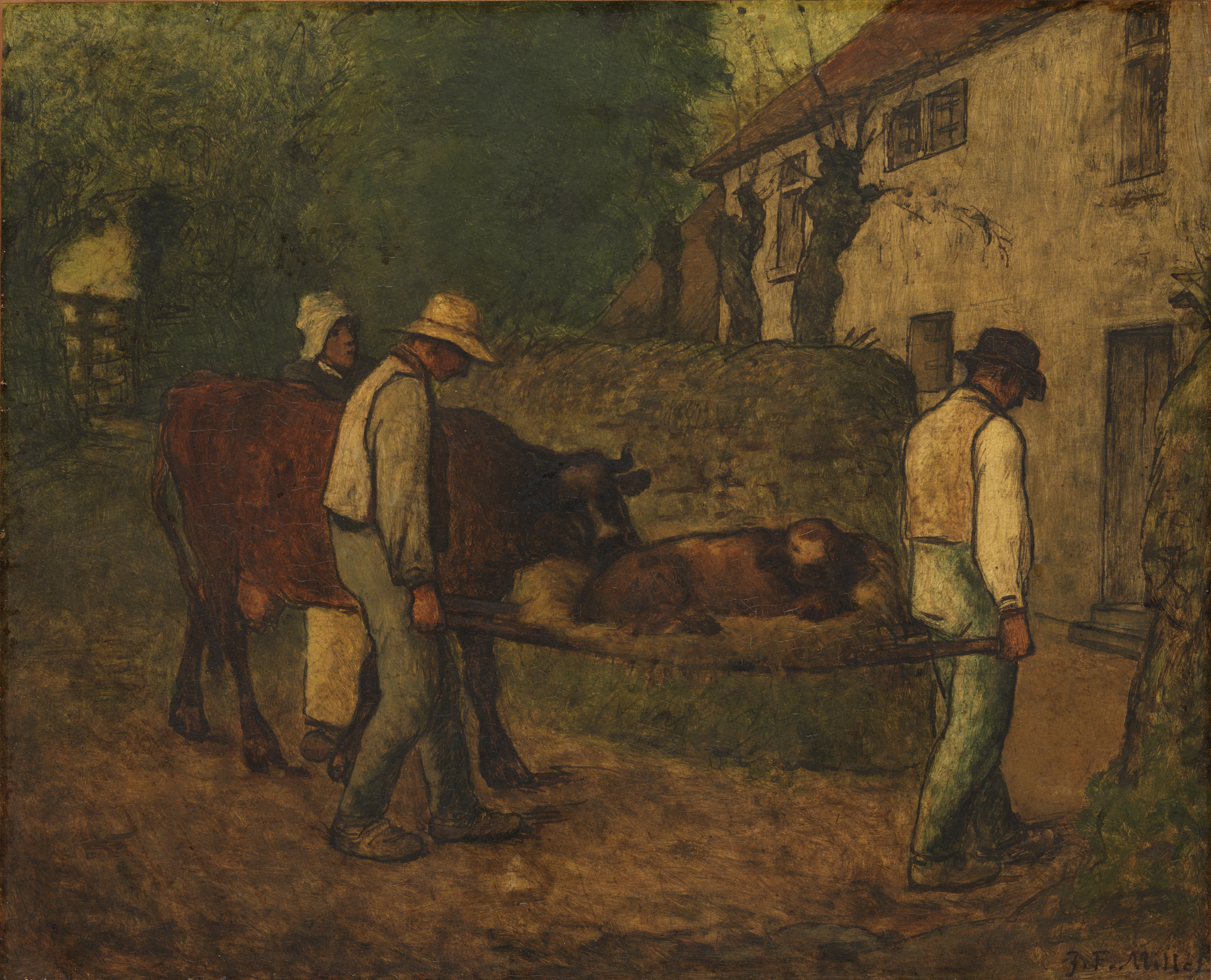
Trazer para casa o bezerro nascido no campo, c. 1860, Museu de Arte da Universidade de Princeton
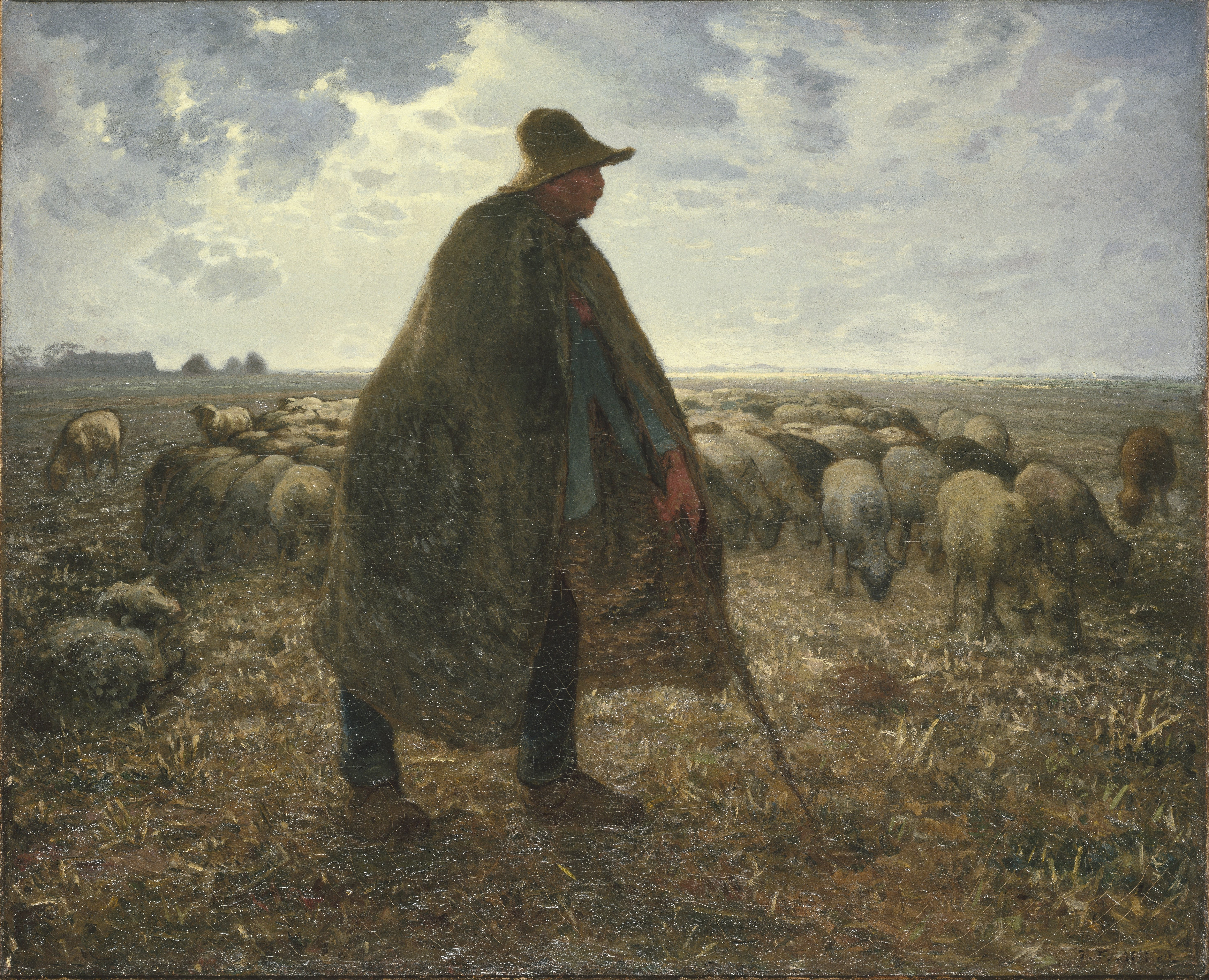
Pastor cuidando de seu rebanho, início de 1860
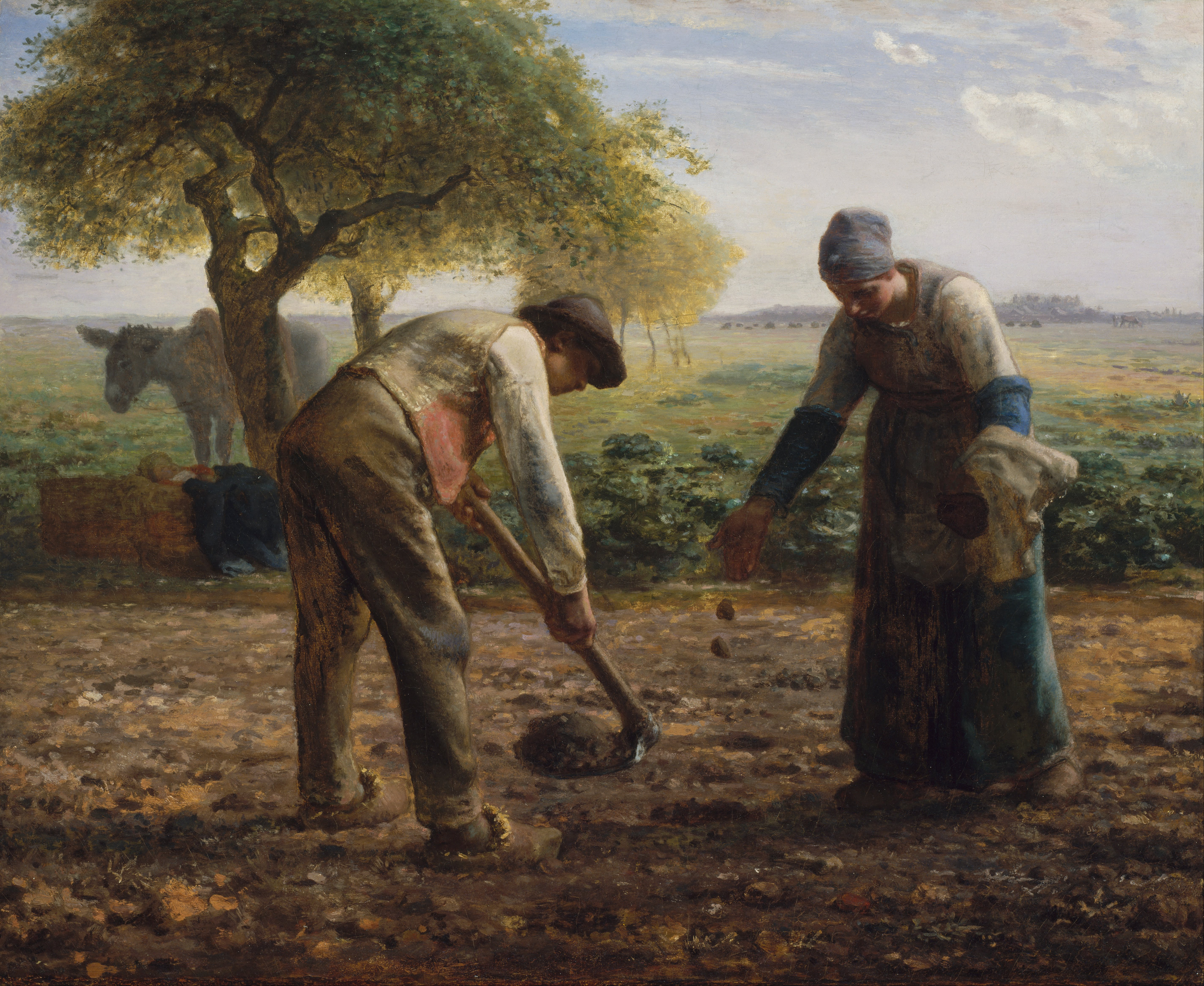
Potato Planters, 1861
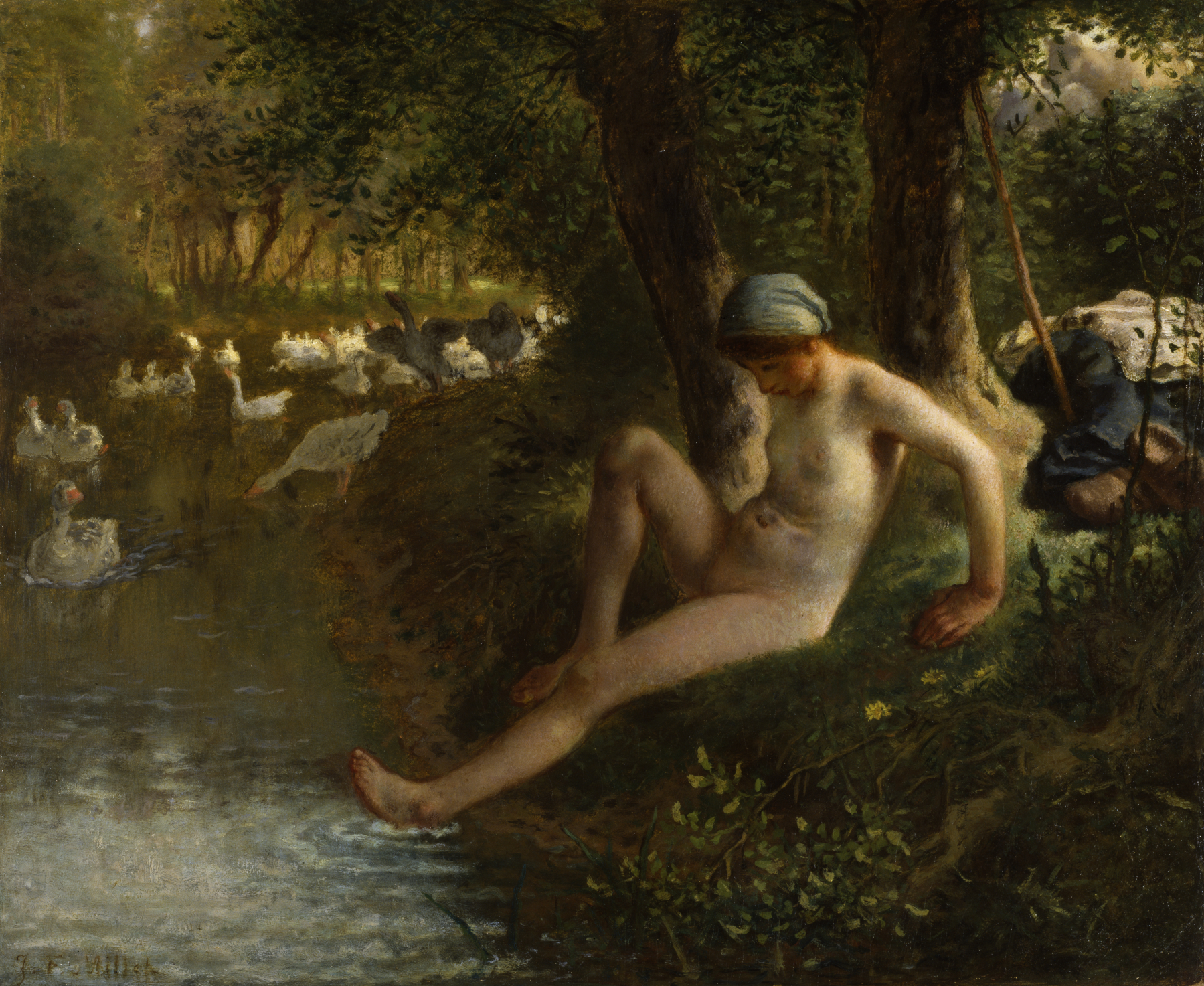
The Goose Girl, 1863
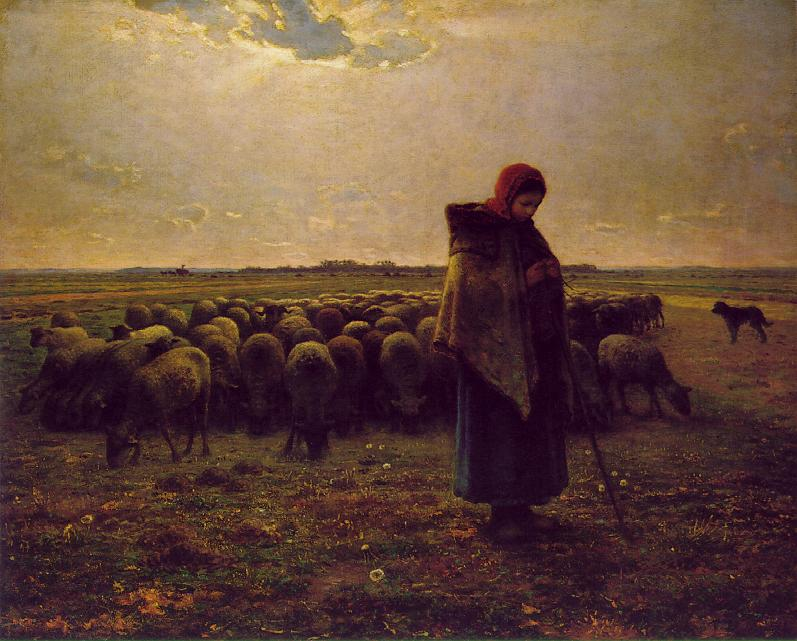
Pastora com seu rebanho, 1864
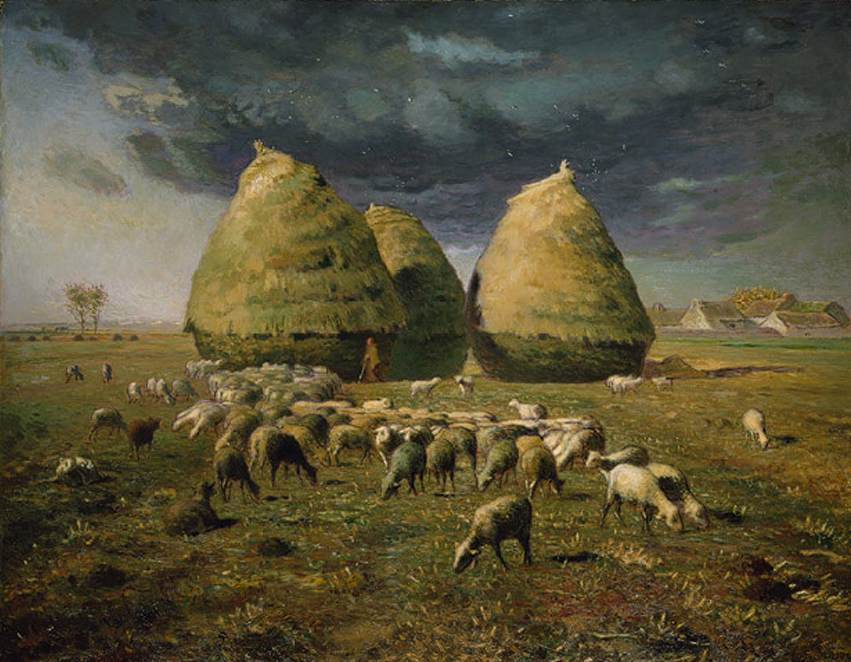
Monte de feno: outono, c. 1874, óleo sobre tela, Museu Metropolitano de Arte
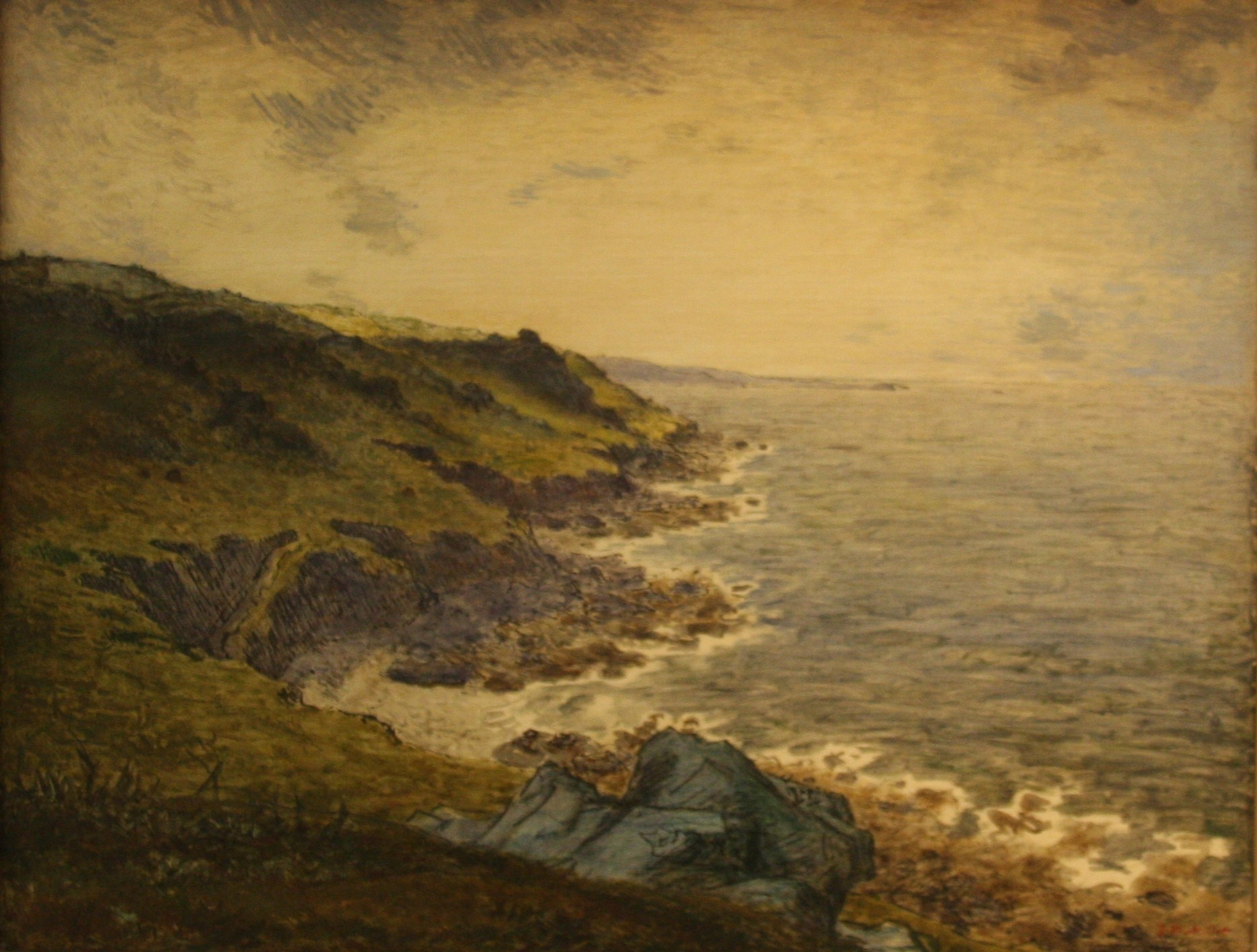
The Coast of Gréville, Museu Nacional sem data, Estocolmo